# Red Queen to Gryphon Three
| Recensione   | Giudizio    |
| ------------ | ----------- |
| AllMusic     | [ 1 ]       |
| Sputnikmusic | 3.5 (Great) |

Red Queen to Gryphon Three è il terzo album discografico dei Gryphon, pubblicato dalla casa discografica Transatlantic Records nel novembre del 1974.

## Tracce
Lato A
1. Opening Move – 9:42 (Richard Harvey, Graeme Taylor, Brian Gulland, David Oberlé)
2. Second Spasm – 8:15 (Graeme Taylor, Brian Gulland)

Lato B
1. Lament – 10:45 (Graeme Taylor, Brian Gulland, Philip Nestor)
2. Checkmate – 9:50 (Richard Harvey, Graeme Taylor, Brian Gulland, David Oberlé)

## Formazione
- Richard Harvey - tastiere, flauti dolce, cromorno
- Brian Gulland - fagotto, cromorno
- Graeme Taylor - chitarre
- David Oberlé - batteria, percussioni, timpani
- Philip Nestor - chitarra basso

Altri musicisti
- Ernest Hart - organo
- Pete Redding - basso acustico

Note aggiuntive
- Gryphon - produttori e arrangiamenti
- Dave Grinsted - co-produttore e ingegnere delle registrazioni
- Registrazioni effettuate al The Chipping Norton Recording Studio, Oxfordshire (Inghilterra) nell'agosto del 1974
- Dan Pearce - design copertina album e illustrazioni
- Robert Ellis e Roger Perry - fotografie
- Ann Sullivan e Vanessa East - art direction
- Ringraziamenti speciali a: Dave, Tina, Nat, Brian, Martin[4]